# Цегельсько
Цегельсько (пол. Cegielsko, нім. Ziegelhauland) — село в Польщі, у гміні Раконевиці Гродзиського повіту Великопольського воєводства.
Населення — 177 осіб (2011).
У 1975-1998 роках село належало до Познанського воєводства.

## Демографія
Демографічна структура станом на 31 березня 2011 року:
|          | Загалом | Допрацездатний вік | Працездатний вік | Постпрацездатний вік |
| -------- | ------- | ------------------ | ---------------- | -------------------- |
| Чоловіки | 88      | 24                 | 62               | 2                    |
| Жінки    | 89      | 25                 | 51               | 13                   |
| Разом    | 177     | 49                 | 113              | 15                   |